# Pointe-Fortune
Pour l’article homonyme, voir Traverse Pointe-Fortune-Carillon.
Pointe-Fortune, est une municipalité située dans Vaudreuil-Soulanges au Québec (Canada). Ce village se trouve à l'extrémité nord-ouest du Suroît dans la région administrative de la Montérégie, jouxtant la frontière avec l'Ontario. La municipalité fait d'ailleurs partie d'une agglomération transfrontalière, alors qu'une partie du village est situé du côté ontarien.
Jadis habité ou visité par les Amérindiens, les coureurs des bois, les pêcheurs, draveurs, cageux, constructeurs de barrages, vacanciers et agriculteurs, le village de Pointe-Fortune est un endroit paisible où la nature attire pêcheurs et visiteurs.

## Toponymie
Le lieu est autrefois dénommé Petites-Écorces ou Petit-Carillon, en raison de sa proximité avec Carillon,.
Le lieu tire son nom de la pointe géographique s'avançant dans la rivière des Outaouais. Le patronyme Fortune rappelle soit William Fortune, propriétaire foncier du canton de Chatham, ou encore Joseph Fortune, milicien et ancien arpenteur.
Le bureau de poste adopte la dénomination Point Fortune à son ouverture en 1851, mais adopte la forme francisée en 1954.

## Histoire
Les Algonquins vivent dans la région sur les rives de l'Outaouais mais quittent l'endroit avant l'arrivée des Européens. La rivière des Outaouais est explorée par Samuel de Champlain au début du XVIIe siècle. La seigneurie de Rigaud est concédée en 1732, celle-ci comprenant le territoire actuel de Pointe-Fortune. Vers 1750, ceux-ci exploitent à Pointe-Fortune un poste de traite de fourrures. Le territoire de Pointe-Fortune est alors fréquenté par les coureurs des bois, les pêcheurs, draveurs, cageux. Vers 1797, environ vingt-cinq terres sont distribuées.
L'origine du nom de la municipalité n'est pas établie avec certitude. Certains attribuent le toponyme au colonel William Fortune, qui, à la fin du XVIIIe siècle, reçoit en concession une terre dans le canton de Chatham, sur l'autre rive de la rivière des Outaouais. D'autres avancent que le nom de la municipalité honore Joseph Fortune, milicien du début du XIXe siècle et arpenteur, qui aurait arpenté les premières terres. Certains parlent des frères William et Joseph Fortune, comme premiers habitants de l'endroit. La municipalité parle plutôt de Joseph comme du fils de William.L'endroit a déjà porté les noms de Petites-Écorces et de Petit-Carillon.
Jacob Schagel, hôtelier de Carillon (localité maintenant dans la municipalité de Saint-André-d'Argenteuil), met en service en 1833 un chaland muni de longues rames pour traverser la rivière des Outaouais vers Pointe-Fortune. En 1851, le bureau de poste, sous le nom anglais de Point Fortune est implanté. En 1855, le territoire de la seigneurie de Rigaud, à l'exception de Sainte-Marthe mais incluant Pointe-Fortune, devient la municipalité de paroisse de Sainte-Madeleine de Rigaud. La localité de Pointe-Fortune est érigée en municipalité en 1880, le détachement de Rigaud étant demandé par les habitants de Pointe-Fortune alors majoritairement anglophones. Le premier maire est John William Crosby. En 1904, la paroisse de Saint-François-Xavier-de-Pointe-Fortune est érigée.
Le barrage de Carillon est aménagé dans les années 1960. L'inondation printanière de 2017 déferle sur un grand nombre d'habitations de Pointe-Fortune, amenant l'état d'urgence et l'évacuation des citoyens et commerçants situés au nord du chemin des Outaouais.
Le 22 juillet 2023, la municipalité du village de Pointe-Fortune change son statut pour celui de municipalité.

## Géographie
Pointe-Fortune est situé sur la rive droite de la rivière des Outaouais à la hauteur du lac des Deux Montagnes. La localité est limitrophe de la frontière ontarienne, près du barrage hydroélectrique Carillon. Le village se trouve à 65 km à l'ouest de Montréal Son territoire est borné à l'ouest par le canton de Hawkesbury Est (hameau de Pointe-Fortune (Ontario)) dans les comtés unis de Prescott et Russell, au nord par la baie de Rigaud, à l’est par le hameau de La Baie, au sud par les terres du rang Saint-Thomas de Rigaud. Sur la rive opposée du lac des Deux Montganes se trouve la municipalité de Saint-André-d'Argenteuil dans la MRC d'Argenteuil (région des Laurentides. La superficie totale de la municipalité est de 9,50 km2, entièrement terrestres.
Pointe-Fortune se trouve dans les basses-terres du Saint-Laurent et son relief est plat. L'altitude est de 24 m sur la rive du lac des Deux Montagnes et s'élève jusqu'à 48 m à l'extrémité sud-est du territoire. Les faibles niveaux du sol créent plusieurs milieux humides à l'intérieur des terres Le sol de Pointe-Fortune se compose dans la partie est d'un secteur datant du Cambrien composé de grès, conglomérat, calcaire et dolomie (grès de Potsdam, formations de Brador et de Forteau) et, dans sa partie ouest, d'une aire de dolomie et grès de l'Ordovicien inférieur (groupe de Beekmantown et formation de Romaine),.

## Démographie
| 1991 | 1996 | 2001 | 2006 | 2011 | 2016 | 2021 |
| ---- | ---- | ---- | ---- | ---- | ---- | ---- |
| 400  | 413  | 457  | 507  | 542  | 580  | 582  |

Au recensement de 2016, la population de Pointe-Fortune s'élève à 580 habitants, appelés Pointe-Fortunais. La population connaît une hausse de 38 personnes (7,0 %) entre 2011 et 2016. La densité brute de la population est de 70,2 habitants/km2 pour l'ensemble de la municipalité. Le parc résidentiel s'élève à 285 logements privés, dont 255 sont occupés par des résidents habituels. La population locale connaît une croissance modérée à long terme.
Population, 1986-2016,
La population de Pointe-Fortune est âgée, avec une moyenne d'âge de 44,3 ans, soit davantage que la moyenne québécoise (41,9 ans). La tranche d'âge la plus nombreuse correspond aux 55-64 ans. Au cours des vingt dernières années, ce groupe a connu une hausse importante alors que le nombre de jeunes familles a diminué. Les ménages se composent d'un grand nombre de personnes vivant seules, soit près du tiers, alors que les familles sont relativement moins nombreuses. Le nombre moyen de personnes résultant est donc faible, soit 2,27,.
| Groupe d'âge   | Pointe-Fortune | Pointe-Fortune | Pointe-Fortune | Pointe-Fortune | Pointe-Fortune      | Vaudreuil- Soulanges 2016 |
| Groupe d'âge   | 1996           | 1996           | 2016           | 2016           | Variation 1996-2016 | Vaudreuil- Soulanges 2016 |
| Groupe d'âge   | Nb             | %              | Nb             | %              | Nb                  | Vaudreuil- Soulanges 2016 |
| -------------- | -------------- | -------------- | -------------- | -------------- | ------------------- | ------------------------- |
| 0-14 ans       | 95             | 21 %           | 75             | 13 %           | 20                  | 20 %                      |
| 15-24 ans      | 35             | 8 %            | 70             | 12 %           | 35                  | 11 %                      |
| 25-44 ans      | 130            | 29 %           | 110            | 19 %           | 20                  | 25 %                      |
| 45-64 ans      | 120            | 27 %           | 220            | 38 %           | 100                 | 30 %                      |
| 65-84 ans      | 65             | 15 %           | 95             | 17 %           | 30                  | 13 %                      |
| 85 ans et plus | -              | - %            | 5              | 1 %            | ...                 | 1 %                       |
| Total          | 450            | 100 %          | 580            | 100 %          | 130                 | 100 %                     |
| Âge moyen      | .              |                | 40,1           |                | ...                 | 39,4                      |

| Type de ménage             | Ménages   | Ménages   |
| Type de ménage             | Nombre    | %         |
| -------------------------- | --------- | --------- |
| Personnes seules           | 80        | 31 %      |
| Ménages en cooccupation    | 10        | 4 %       |
| Couples sans enfants       | 85        | 33 %      |
| Familles biparentales      | 55        | 22 %      |
| Familles monoparentales    | 25        | 10 %      |
| Total                      | 255       | 100 %     |
| Appartenance à un ménage   | Personnes | Personnes |
| Appartenance à un ménage   | Nombre    | %         |
| Personnes/ménage           | 2,27      | ...       |
| Personnes dans les ménages | 580       | 100 %     |
| Personnes hors ménage      | -         | -         |
| Population totale          | 580       | 100 %     |

## Administration
Les élections municipales ont lieu tous les quatre ans et s'effectuent en bloc sans division territoriale. Le conseil municipal est composé d'un maire et de six conseillers. Le maire est François Bélanger, qui succède à Jean-Pierre Daoust au début de 2017. L'administration municipale compte divers comités dont le comité consultatif en urbanisme, le comité de toponymie et le comité des loisirs. La communauté locale peut également faire ses représentations par le Comité de citoyens. Les objectifs de ce comité sont, d'une part, de favoriser la protection de l'environnement et le patrimoine écologique et, d'autre part, de sauvegarder le caractère champêtre du village.
| Pointe-Fortune Maires depuis 2001                                                                                     |                    |                                       |          |
| Élection | Maire              | Qualité                               | Résultat |
| 2001 | Normand Chevrier   |                                       | Voir     |
| 2005 | Davio Doughty      |                                       | Voir     |
| 2009 | Jean-Pierre Daoust | Démissionne en janvier 2017           | Voir     |
| 2013 | Jean-Pierre Daoust | Démissionne en janvier 2017           | Voir     |
| janv. 2017 | François Bélanger  | Maire par intérim (janv. à nov. 2017) | Voir     |
| 2017 | François Bélanger  | Maire par intérim (janv. à nov. 2017) | Voir     |
| 2021 | François Bélanger  | Maire par intérim (janv. à nov. 2017) | Voir     |
| Élection partielle en italique Depuis 2005, les élections sont simultanées dans toutes les municipalités québécoises, |                    |                                       |          |

|             | 2005-2009 | 2009-2013 | 2013-2017                                                                                           |
| Maire       | Davio Doughty | Jean-Pierre Daoust                                                                                                 | Jean-Pierre Daoust* François Bélanger**                                                             |
| Conseillers | Lorraine Auerbach Chevrier François Bélanger** Robert Clément Hélène Cousineau-Pilon Berthe D'Amour-Lacelle* Georges Macdonald Michel Séguin | Lorraine Auerbach Chevrier François Bélanger Christiane Berniquez Hélène Cousineau-Pilon Gilles Deschamps Jean Roy | François Bélanger* Christiane Berniquez Hélène Cousineau-Pilon Alain Déry Gilles Deschamps Jean Roy |

* Élu à l'élection générale au début du terme mais non jusqu'à la fin du terme. ** Élu à une élection partielle durant le terme.
Du point de vue régional, Pointe-Fortune fait partie de la municipalité régionale de comté (MRC) de Vaudreuil-Soulanges. À l'instar des municipalités voisines (Rigaud, Très-Saint-Rédempteur, Sainte-Marthe), Pointe-Fortune ne fait pas partie de la Communauté métropolitaine de Montréal. Du point de vue géoéconomique, Pointe-Fortune ne fait pas partie non plus de la région métropolitaine de Montréal définie par Statistique Canada.
Pointe-Fortune fait partie de la circonscription électorale de Soulanges à l'Assemblée nationale du Québec. Au Parlement fédéral, Pointe-Fortune est représenté par le député de Vaudreuil-Soulanges. Au Sénat du Canada, Rigaud fait partie de la division sénatoriale de Rigaud.

## Urbanisme
L'occupation du territoire se divise en trois secteurs habités : le noyau villageois à l’ouest, le Bout-du-Bois-Dansant au centre et le secteur Olivier-Guimond à l'est. La quasi-totalité des logements sont des maisons individuelles non attenantes et sont presque entièrement habités par des occupants permanents.
L'autoroute Félix-Leclerc (A-40) traverse le sud du territoire de la municipalité. La localité est desservie par l'échangeur 1, à cheval sur la frontière interprovinciale. L'autoroute présente un élargissement du terre-plein permettant l'aménagement d'un échangeur avec l'autoroute 9, projet maintenant annulé. La route 342, auparavant route 17, est l'ancienne route reliant Montréal et Ottawa. Le chemin des Outaouais, parallèle à la rivière homonyme, permet d'atteindre les zones habitées de la municipalité. Les autres collectrices comprennent les montées la Grande, Janseen et Wilson. La traverse Pointe-Fortune-Carillon permet de traverser la rivière des Outaouais vers Saint-André-d'Argenteuil. La société Transport Soleil assure le service de transport adapté. Le pipeline d'Enbridge traverse la rivière des Outaouais de même que le territoire de Pointe-Fortune suivant un axe nord-est / sud-ouest.
Le périmètre d'urbanisation de Pointe-Fortune couvre toute la partie de la municipalité qui longe la rivière des Outaouais. Il couvre 241 ha, dont 56 ha qui sont occupés. La superficie qui pourrait être développée (185 ha) est bien au-delà des besoins de développement urbain. Cette superficie n'est toutefois pas desservie par les infrastructures urbaines. L'intérieur est entièrement compris dans la zone agricole permanente.

## Économie
L'économie de Pointe-Fortune s'appuie principalement sur le tourisme et l'agriculture. Pointe-Fortune compte différentes exploitations agricoles, notamment en culture de petits fruits (ferme Gemma) et en apiculture. La cire d'abeille est utilisée dans la fabrication du savon de Chez nous de Vaudreuil-Soulanges à Sainte-Marthe.
Pointe-Fortune garde son caractère champêtre et continue de développer sa vocation récréotouristique. La marina de pêche, la location de kayaks et le sentier du ruisseau à Charette et de la baie Brazeau demeurent populaires. Par ailleurs, un café et un restaurant offrent des en-cas et des repas jumelant nourriture saine et saveur.
L'agriculture occupe une place importante à Pointe-Fortune. On y retrouve plusieurs fermes. La Ferme de Pointe-Fortune inc. se spécialise dans la production de sanglier, bœuf highland et volaille. La Ferme Les Petites Écores se spécialise en agrotourisme ainsi que dans la production apicole et d'argousier. Les Jardins Les Petites Écores se spécialise dans la production de légumes.

## Éducation
La Commission scolaire des Trois-Lacs administre les écoles francophones.
- École de l'Épervière à Rigaud[39]

La Commission scolaire Lester-B.-Pearson administre les écoles anglophones: L'École primaire Soulanges à Saint-Télesphore et l'École primaire Evergreen et l'École primaire Forest Hill (pavillons junior et senior) à Saint-Lazare servent a la ville.

## Culture
Parmi les histoires régionales, on répertorie Le loup-garou de Pointe-Fortune. La Galerie d'art Rita Iriarte expose plusieurs artistes visuels.

## Société
Peu d'organismes communautaires s'adressent exclusivement à la population de Pointe-Fortune, hormis le Club de l'âge d'or de Pointe-Fortune. Le code postal de la municipalité est J0P 1N0. Olivier Guimond, père (1893-1914), comédien et humoriste, possède un chalet à Pointe-Fortune et y séjourne tous les étés avec ses enfants, dont Olivier Guimond (1914-1971), également comédien et humoriste. Une rue de Pointe-Fortune rappelle leur mémoire.